# Пеон, Кароль
Кароль Пеон (фр. Carole Péon; род. 4 ноября 1978, Ницца) — французская профессиональная триатлонистка, чемпионка Франции 2006 года на олимпийской дистанции. Участница Олимпийских игр.

## Биография

### Ранние годы
Кароль Пеон родилась в Ницце и выросла в Люнэре. Она начала плавать в возрасте 9 лет и продолжала заниматься этим видом спорта до 17 лет.
В 1998 году она открыла для себя триатлон на региональном чемпионате университетов, где финишировала последней, при этом выиграв этап в плавании. Параллельно с новым видом спорта она продолжила учебу и, получив степень бакалавра, продолжила свой путь и стала спортивным преподавателем .

### Карьера
В 2002 году Кароль Пеон преуспела в нескольких национальных соревнованиях, поднявшись на подиум на чемпионате Франции. Тем не менее, серьёзных результатов до 2006 года не было, когда она выиграла национальный чемпионат, заняла второе место в Кубке Европы и четвертое на чемпионате мира
Она принимала участие во французском отборочном турнире к летним Олимпийским играм 2008 года в Пекине и получила путёвку на Игры, но заняла там лишь 34-е место. Разочарованная таким результатом, она поставила цель принять участие в Лондонских играх через четыре года. Несмотря на то, что ей в итоге это удалось, на Олимпийских играх 2012 года она финишировала на 29 месте .

### Завершение карьеры
В 2013 году в возрасте 34 лет она завершила профессиональную карьеру. Последним соревнованием по триатлону для неё стал турнир в Л’Эгийон-сюр-Мер. Она начала заниматься преподавательской деятельностью в рамках проекта поддержки молодых триатлонистов Франции .

### Другие виды спорта
Также она занимается кроссом. Она становилась чемпионкой Бретани в конце 1990-х, и продолжала заниматься этим видом спорта зимой. В 2009 году заняла 14-е место на чемпионате Франции .

### Личная жизнь
В 2010 году она поучаствовала в публикации журнала Triathlète, посвященной гомосексуализму в спорте и, в частности, в триатлоне. Она рассказала, что она была в связях с триатлонисткой Джессикой Харрисон. У обоих спортсменок тренером является Стефани Диназ-Гро.